# 尤妮丝·派瓦
瑪麗亞·盧克雷西亞·尤妮絲·法西奧拉·派瓦（Maria Lucrécia Eunice Facciolla Paiva，巴西葡萄牙语：[ewˈnisi ˈpajvɐ])，1929年11月7日—2018年12月13日）是一名挑戰巴西軍事獨裁統治的巴西律師及人權倡議者。1971年，尤妮絲的丈夫、前聯邦國會議員魯本斯·派瓦（(Rubens Paiva）被軍方帶走後下落不明，尤妮絲隨後也被軍方秘密審問長達12天。
尤妮絲獲釋後，為獨力養活五名孩子，進入麥肯齊長老會大學法學院讀書。她隨後成為一名律師，為巴西原住民爭取權益。她同時亦成為受政治迫害的人權倡議者，堅持不懈地爭取公開軍事獨裁的封閉記錄。25年後，尤妮絲成功迫使巴西政府正式頒發丈夫魯本斯·派瓦的死亡證明。

## 生平
1971年1月20日，六名自稱屬於巴西空軍的男子闖入並佔領了他們的住所，抓住了魯本斯並將他帶到情報機構 DOI-CODI 的地下室，當時統治巴西的軍事獨裁政權在那裡將他折磨致死，並在他被抓獲一天后殺害。 在她的丈夫死後（她對此並不知情），尤妮絲和她的女兒埃利亞娜也被抓獲（尤妮絲未經指控就被監禁並審訊了12天；埃利亞娜在一天后被釋放）。由於丈夫失踪，尤妮絲無法養活里約熱內盧的家人；她帶著孩子回到了聖保羅，1973年，她重新進入麥肯齊大學學習法律，並於47歲時畢業。

### 事業
尤妮絲不懈地尋找丈夫的下落，並帶頭公開軍政權受害者檔案，成為反抗獨裁統治的象徵。 由於她的決心和對獨裁統治的批評，她和她的孩子從 1971 年到 1984 年一直受到軍事特工的監視。  她成為推動頒布第 9.140/95 號法律的倡導者之一，該法律承認軍事獨裁時期因政治活動而失踪的人員的死亡。她被邀請出席了總統費爾南多·恩里克·卡多佐簽署該法律的儀式，也是出席此次活動的唯一失踪人士親屬。
1996年，25年後，尤妮絲成功迫使巴西政府正式頒發魯本斯·派瓦的死亡證明。 2025年，尤妮絲去世多年後，巴西政府修改了魯本斯的死亡證明，準確地指出他死於政府之手。
在她的法律生涯中，尤妮絲·派瓦倡導巴西土著人民的權利，記錄並採取行動制止針對土著人民的暴力和非法土地佔用。1983年10月，她和瑪努埃拉·卡內羅·達庫尼亞撰寫了《保衛帕塔索斯》（Defend the Pataxós），發表在聖保羅著名報紙《聖保羅頁報》上，聚焦巴西土著人民的鬥爭，並為其他地區土著人民樹立了榜樣。  1987年，她與其他合作夥伴共同創立了人類學與環境研究所（IAMA），這是一個非政府組織，直到2001年致力於捍衛原住民的自治。 1988年，她擔任國民制憲會議的土著議程顧問，該會議頒布了巴西新憲法，取代了被軍事獨裁統治濫用的憲法。